# Minardi M191
La Minardi M191 è una monoposto costruita dalla Minardi per prendere parte alla stagione 1991 del campionato di Formula 1.

## Sviluppo

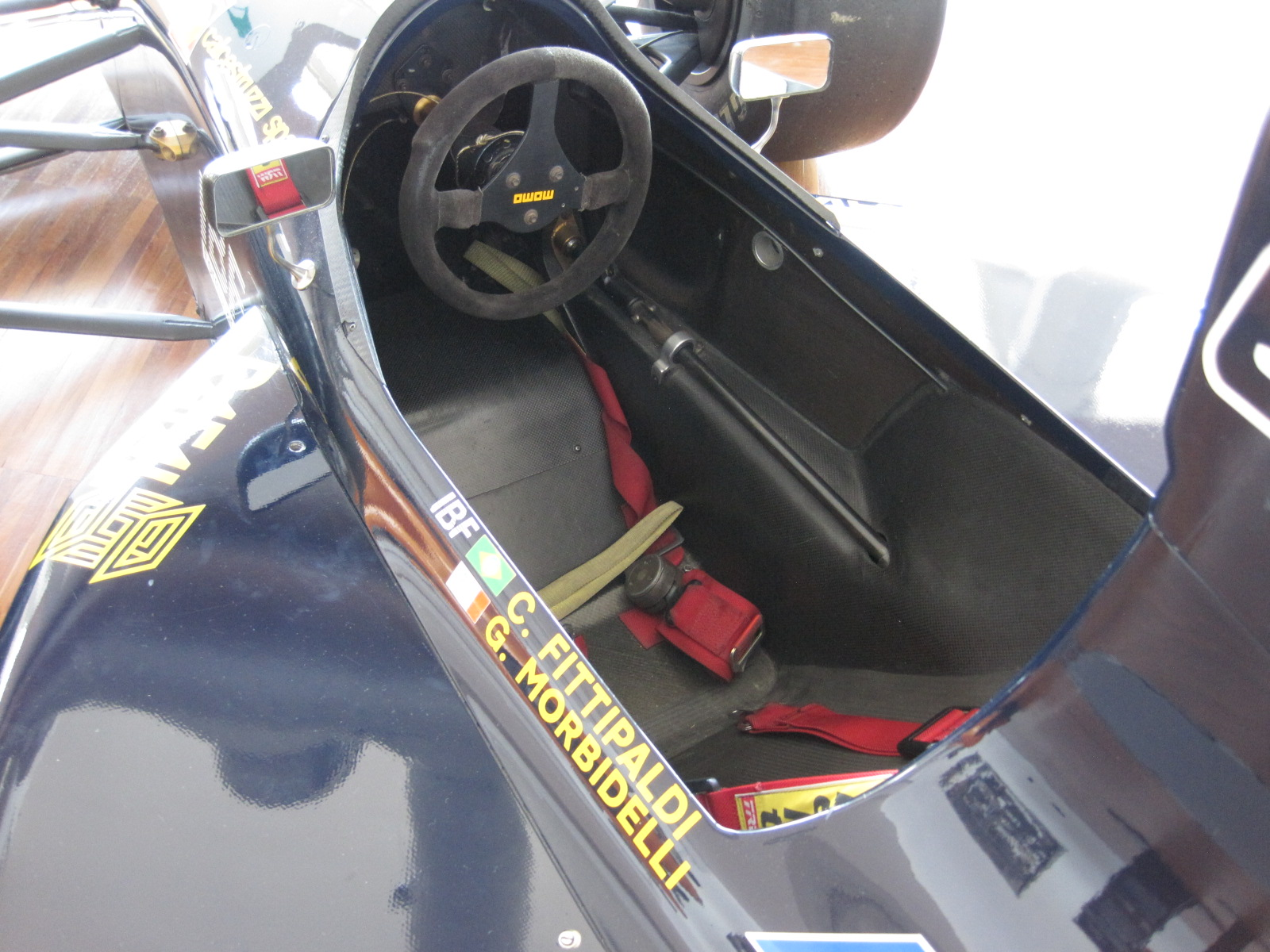
Abitacolo di una M191B

Nel 1990 Gian Carlo Minardi ottenne, per il campionato 1991, la fornitura dei motori Ferrari 037 utilizzati dalla scuderia di Maranello nella stagione 1990 sulla Ferrari 641 F1, abbandonando i motori Ford Cosworth DFR V8 adottati dal 1988. La Minardi divenne il primo team al quale Ferrari concesse l'utilizzo di un nuovo motore. L'accordo, dal valore di 11 miliardi di lire, si rivelò penalizzante per il team di Faenza dal momento che la Scuderia Ferrari ottenne la sponsorizzazione di Pioneer con la quale Minardi stava contrattando e che era considerata fondamentale per il sostentamento finanziario della squadra. A causa delle mancate entrate provenienti da sponsor e a causa di risultati sotto le aspettative, Minardi concluse la stagione con un debito di 8 miliardi di lire.
La vettura venne utilizzata anche per le prime quattro gare della stagione 1992 con la denominazione M191B e venne modificata per adattarla al nuovo motore Lamborghini LE3512 adottato in sostituzione del V12 Ferrari.

## Le stagioni

### 1991
La M191 debuttò al Gran Premio degli Stati Uniti affidata a Pierluigi Martini e Gianni Morbidelli. Nonostante le alte aspettative nutrite nei confronti di Minardi alla luce dell'accordo con Ferrari, la vettura dovette affrontare per la prima parte della stagione costanti problemi alla frizione: lo stesso Morbidelli sottolineò come il motore fosse ottimizzato per un cambio semiautomatico, di cui la Minardi non disponeva. La macchina andò a punti due volte con due quarti posti di Martini, il primo al Gran Premio di San Marino, dove concluse la gara a due giri da Ayrton Senna e senza frizione dal 20º giro, e il secondo al Gran Premio del Portogallo. Negli ultimi 7 Gran Premi della stagione, la macchina ottenne sempre un piazzamento tra i primi 10 in qualifica. Il 15 luglio, a Silverstone, la scuderia ha celebrato il suo 100º Gran Premio in Formula 1. Al Gran Premio d'Australia Roberto Moreno sostituì Morbidelli dopo che venne chiamato in Ferrari a sostituire Alain Prost, licenziato dopo il Gran Premio del Giappone. Al termine della stagione la Minardi si piazzò settima nel campionato costruttori, ottenendo il miglior piazzamento della sua storia.

### 1992
A causa del debito accumulato con la Ferrari e delle spese sostenute per i nuovi motori Lamborghini, per le prime quattro gare della stagione Minardi schierò la M191B, una M191 adattata ai nuovi propulsori. Alla guida delle monoposto venne confermato Gianni Morbidelli e venne ingaggiato Christian Fittipaldi, figlio di Wilson, campione della International Formula 3000 1991 e forte di uno sponsor di un milione di dollari. Nelle quattro gare della stagione la vettura conseguì sei ritiri e due arrivi, al Gran Premio del Brasile piazzandosi settima ai comandi di Morbidelli, e al Gran Premio di Spagna, dove Christian Fittipaldi concluse la gara in undicesima posizione. A partire dal Gran Premio di San Marino la M191B venne sostituita dalla M192.

## Risultati
| Anno | Team         | Motore              | Gomme | Piloti     |     |     |     |     |     |     |     |    |     |     |     |     |   |     |     |     | Punti | Pos. |
| ---- | ------------ | ------------------- | ----- | ---------- | --- | --- | --- | --- | --- | --- | --- | -- | --- | --- | --- | --- | - | --- | --- | --- | ----- | ---- |
| 1991 | Minardi Team | Ferrari 037 3.5 V12 | G     | Martini    | 9*  | Rit | 4   | 12  | 7   | Rit | 9   | 9  | Rit | Rit | 12* | Rit | 4 | 13  | Rit | Rit | 6     | 7º   |
| 1991 | Minardi Team | Ferrari 037 3.5 V12 | G     | Morbidelli | Rit | 8   | Rit | Rit | Rit | 7   | Rit | 11 | Rit | 13  | Rit | 9   | 9 | 14* | Rit |     | 6     | 7º   |
| 1991 | Minardi Team | Ferrari 037 3.5 V12 | G     | Moreno     |     |     |     |     |     |     |     |    |     |     |     |     |   |     |     | 16  | 6     | 7º   |

| Anno | Team         | Motore                     | Gomme | Piloti       |     |     |     |     |  |  |  |  |  |  |  |  |  |  |  |  | Punti | Pos. |
| ---- | ------------ | -------------------------- | ----- | ------------ | --- | --- | --- | --- |  |  |  |  |  |  |  |  |  |  |  |  | ----- | ---- |
| 1992 | Minardi Team | Lamborghini LE3512 3.5 V12 | G     | C.Fittipaldi | Rit | Rit | Rit | 11  |  |  |  |  |  |  |  |  |  |  |  |  | 0     | 13º  |
| 1992 | Minardi Team | Lamborghini LE3512 3.5 V12 | G     | Morbidelli   | Rit | Rit | 7   | Rit |  |  |  |  |  |  |  |  |  |  |  |  | 0     | 13º  |

| Legenda | 1º posto     | 2º posto | 3º posto    | A punti         | Senza punti/Non class.  | Grassetto – Pole position Corsivo – Giro più veloce |
| Legenda | Squalificato | Ritirato | Non partito | Non qualificato | Solo prove/Terzo pilota | Grassetto – Pole position Corsivo – Giro più veloce |

* Indica quei piloti che non hanno terminato la gara ma sono ugualmente classificati avendo coperto, come previsto dal regolamento, almeno il 90% della distanza totale.